# Il sentiero dei nidi di ragno
Il sentiero dei nidi di ragno is een roman van de Italiaanse schrijver Italo Calvino (1923-1985) uit 1947. Het was een van de eerste Italiaanse neorealistische romans en een erkenning van de oorlogsperiode en de wereld van de Italiaanse partizanen. Il sentiero dei nidi di ragno (Italiaans: Het pad van de spinnennesten) is het eerste boek van Calvino, voor het eerst uitgebracht in 1947. De versie uit 1974 bevat een door Calvino zelf geschreven voorwoord.

## Verhaal
Het verhaal van Il sentiero dei nidi di ragno speelt zich af in oorlogstijd, de Tweede Wereldoorlog. De hoofdpersoon is de jongen Pin, een eenzame jongen. Hij past niet goed tussen de kinderen uit zijn buurt, niemand wil vrienden met hem zijn en hij niet met hen. Ze zouden niets begrijpen van de dingen in zijn wereld.
Pin woont samen met zijn zus, een prostituee (‘la Nera al Carrugio Lungo’) in de oude binnenstad. Zelf werkt Pin in een schoenmakerij, meestal in zijn eentje, omdat zijn baas veel in de gevangenis zit. Hierdoor hangt Pin vaak op straat rond en bij de volwassenen in de kroeg. Door hen wordt hij ook niet als een gelijke geaccepteerd. Pin is immers veel te jong om de zaken te begrijpen waar de volwassen mannen over praten.
Wanneer Pin op een dag het pistool van een Duitser, een klant van zijn zus, steelt, wordt hij opgepakt en gevangengenomen. Uit de gevangenis ontsnapt hij samen met de jonge verzetsheld Lupo Rosso (Rode wolf), waarna Pin in een partizanenkamp terechtkomt. Dit blijkt het detachement te zijn waar alle onbetrouwbare en misdadige personen uit het verzet zijn samengebracht.

### Hoofdstuk 9
De roman bestaat uit twaalf hoofdstukken. Elf hiervan worden verteld vanuit het perspectief van de jongen Pin, met als uitzondering het negende hoofdstuk. Dit is grotendeels geschreven vanuit het perspectief van Kim, de commissaris van het detachement. 
In zijn voorwoord zegt Calvino zelf over hoofdstuk 9 dat hij in dit hoofdstuk de ideologische discussie wilde weergeven. Het is een discussie die niet past in het verhaal zoals het in de overige 11 hoofdstukken is beschreven, in de directe objectieve weergave van de jongen Pin. De ideologische discussie waar hij het dan over heeft betreft onder andere de woede van de strijders in de oorlog. Vooral de woede van de partizanen uit Pins kamp, het kamp waarin het uitschot van de maatschappij zich bevindt. Volgens Kim, de commissaris, hebben deze personen geen vaderland om voor te strijden, maar is dat ook niet de reden dat ze meevechten in de partizanenoorlog. Het is de woede die ze in zich hebben over hun mislukte leven, het onrecht dat hen is aangedaan zet hen ertoe aan te vechten. Deze 'furore' (woede, fanatisme, felheid) die ze voelen kent iedere strijder en het maakt niet veel verschil in welk kamp ze deze woede kwijt kunnen. Pelle, een van de personen uit het detachement maakt dit duidelijk door op een dag niet meer terug te komen naar het detachement. Hij was die dag naar de stad gegaan om wapens van de Duitsers te stelen voor zijn eigen detachement. Later hoorden de mannen dat Pelle overgelopen was naar de zwarte brigade en verraad heeft gepleegd.
De woede om te vechten is wellicht meer een woede om jezelf te bewijzen en afstand te doen van je 'oude' leven. Deze woede wordt ook omschreven als de ware betekenis van de strijd, de ware volledige betekenis, die schuilt achter al die officiële betekenissen. 'Een zogenaamde elementaire, anonieme drijfveer om de mensheid te verlossen van al haar vernederingen: de arbeider van zijn uitbuitingen, de boer van zijn onwetendheid, de kleine burgerman van zijn remmingen en de paria van zijn bedorvenheid'. 
Het schrijven van Il sentiero dei nidi di ragno vanuit het perspectief van Pin was volgens Calvino nodig omdat het onderwerp van de Resistenza (Verzet) te omvattend was en hij het dus via een omweg moest benaderen om de juiste toon te kunnen vatten. 

## Titel
Il sentiero dei nidi di ragno (Het pad van de spinnennesten) is de plaats waar Pin het gestolen pistool van de Duitser verstopt. Het is een plek die alleen Pin kent, waar hij komt om de spinnen te pesten en hun nesten te verwoesten.